# Диродийиттрий
Диродийиттрий — бинарное неорганическое соединение
иттрия и родия
с формулой Rh2Y,
серые кристаллы.

## Получение
- Спекание стехиометрических количеств чистых веществ:

{\displaystyle {\mathsf {Y+2Rh\ {\xrightarrow {1750^{o}C}}\ Rh_{2}Y}}}

## Физические свойства
Диродийиттрий образует кристаллы
кубической сингонии,
пространственная группа F d3m,
параметры ячейки a = 0,7498 нм, Z = 8,
структура типа димедьмагния MgCu2 (фаза Лавеса)
.
Соединение конгруэнтно плавится при температуре ≈1750°С
.